# Mugibili
Mugibili es un buscador de actividad físico-deportiva. Se trata de una iniciativa incluida en Mugiment, proyecto liderado por el Gobierno Vasco para crear una sociedad más activa. Mugibili se puso en línea el 16 de diciembre de 2015. El sitio está desarrollado por Wikiloc.

## Características
Mugibili se ofrece para que aquellas personas que quieran moverse puedan conocer de una manera rápida y sencilla cuál es la oferta existente según sus intereses.
El uso de Mugibili es libre y gratuito. Cualquier persona o entidad puede compartir sus propuestas. Todos los contenidos publicados son auditados por los administradores del sitio. Previo a publicar es preciso haber creado una cuenta y abrir sesión con esa cuenta.
En Mugibili son bienvenidas todas las ideas para moverse y recursos que estén relacionadas con la actividad físico-deportiva. Se entiende “actividad físico-deportiva” desde una perspectiva amplia, incluyendo además de los deportes, cualquier tipo de actividad motriz lúdica como el baile, juegos activos, movilidad cotidiana activa, paseos, etc.
En el caso de las rutas que pueden ser compartidas en Mugibili, corresponden a deportes itinerantes no motorizados.
El buscador de Mugibili encuentra actividades en las localidades de Euskal Herria. En el caso de las rutas, su inicio o fin han de estar ubicados en Euskal Herria.